# Malus muliensis
Malus muliensis là loài thực vật có hoa trong họ Hoa hồng. Loài này được T.C. Ku mô tả khoa học đầu tiên năm 1991.